# Lee Kang-in
Lee Kang-in (Hangul: 이강인; Hanja: 李康仁; auch Kangin Lee; * 19. Februar 2001 in Incheon) ist ein südkoreanischer Fußballspieler, der im offensiven Mittelfeld für Paris Saint-Germain spielt. 

## Vereinskarriere
Lee Kang-in stammt aus der Jugend von Incheon United. Im Juli 2011 trat er der Akademie des FC Valencia bei.
Am 30. Oktober 2018 gab er sein Debüt für die erste Mannschaft des Vereins. Er startete und spielte 83 Minuten beim 2:1-Sieg gegen CD Ebro in der Copa del Rey.
Lee debütierte am 12. Januar 2019 in der Liga in einem Spiel gegen Real Valladolid im Alter von nur 17 Jahren. Er wurde damit der jüngste nicht-spanische und jüngste asiatische Spieler des FC Valencia. Im Juli 2018 erhielt Lee seinen ersten Profivertrag, der bis 2022 gültig war.
Lee löste seinen Vertrag in Valencia am 29. August 2021 auf. Am 30. August 2021 bestätigte der RCD Mallorca den ablösefreien Transfer von Lee und er unterschrieb hier einen Vierjahresvertrag.
Am 8. Juli 2023 gab der Ligue-1-Klub Paris Saint-Germain die Verpflichtung von Lee bekannt, der einen Fünfjahresvertrag bis 2028 erhielt. Er ist der erste Südkoreaner, der für den Pariser Klub spielt.

## Nationalmannschaft
Er spielte für die U-20-Nationalmannschaft von Südkorea. Bei der U-20-Fußball-Weltmeisterschaft 2019 wurde er mit dem Team Vizeweltmeister. Für seine Leistung bei dem Turnier wurde er mit dem Goldenen Ball als bester Spieler ausgezeichnet.
Am 22. März 2019 gab er sein Debüt für die A-Mannschaft bei einem 1:0-Testspielsieg gegen Bolivien.

## Titel und Auszeichnungen
International
- Champions-League-Sieger: 2025 (Paris Saint-Germain)
- UEFA-Super-Cup-Sieger: 2025 (Paris Saint-Germain)

Spanien
- Pokalsieger: 2019 (FC Valencia)

Frankreich
- Meister (2): 2024, 2025 (beide Paris Saint-Germain)
- Pokalsieger (2): 2024, 2025 (beide Paris Saint-Germain)
- Supercupsieger (2): 2023, 2024 (beide Paris Saint-Germain)

Auszeichnungen
- Nominierung für die Kopa-Trophäe: 2019 (9. Platz)

## Sonstiges
Lee trat im Alter von sechs Jahren in einer südkoreanischen Fernsehshow auf.